# Compus radiofarmaceutic

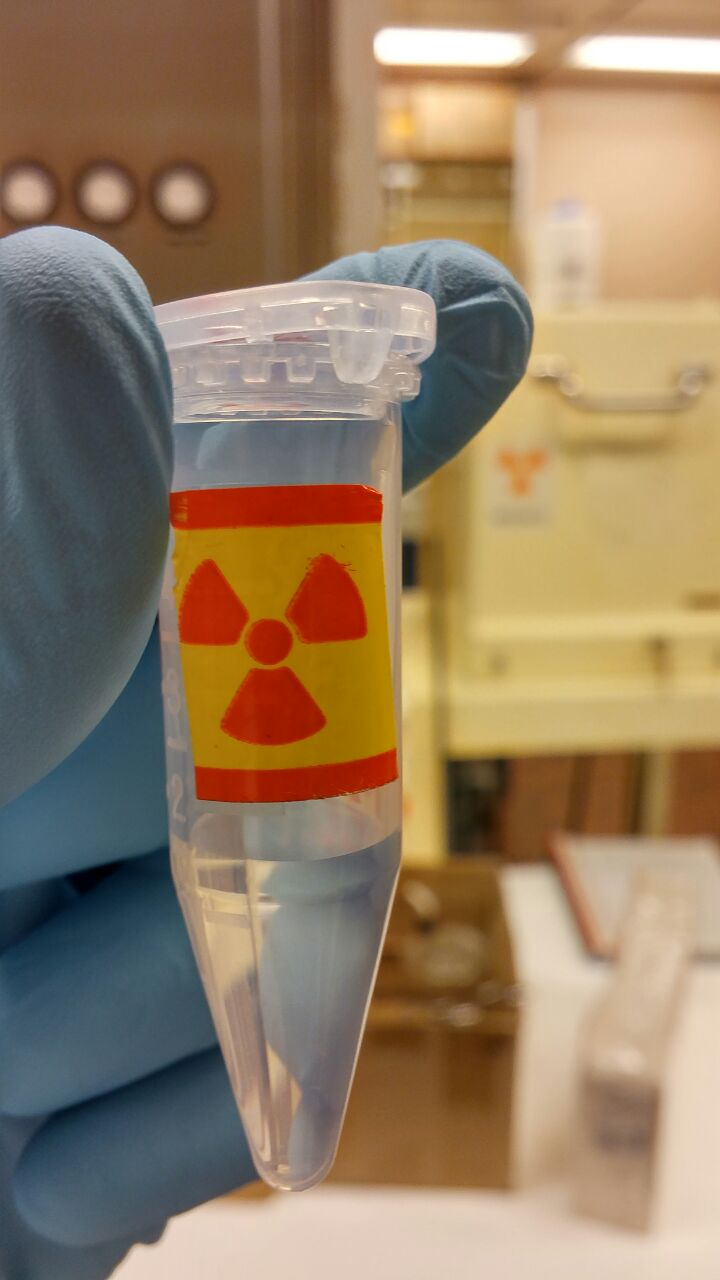
Probabil compus radiofarmaceutic

Compusul radiofarmaceutic reprezintă un caz special de compus marcat radioactiv, cu aplicații în diagnostic sau radioterapie. Este format dintr-un radioizotop legat de o moleculă organică (cu rol de purtător către organul, țesutul sau celulele țintă).